# Strindberghof

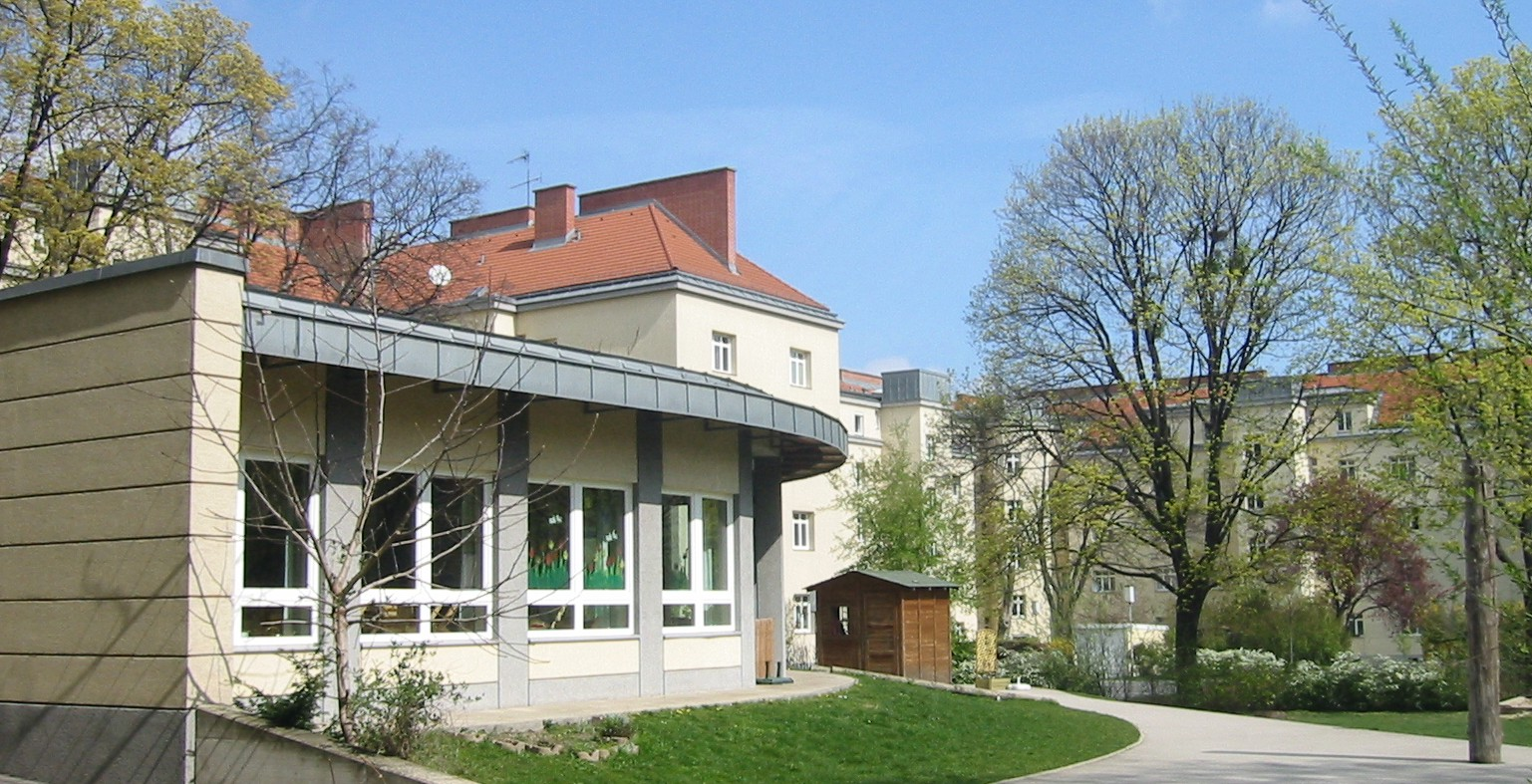
Kindergarten im Innenhof

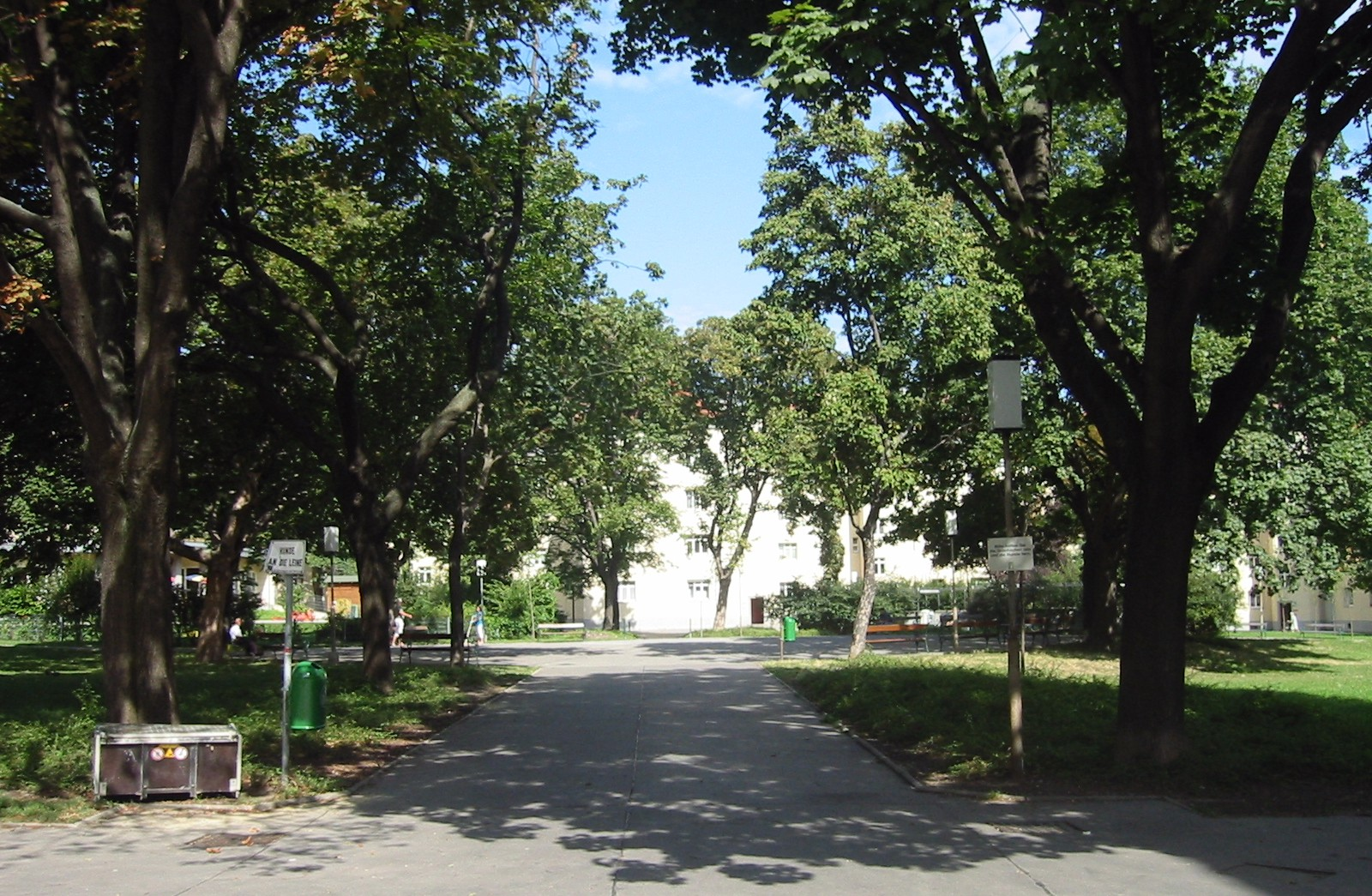
Blick in den Innenhof

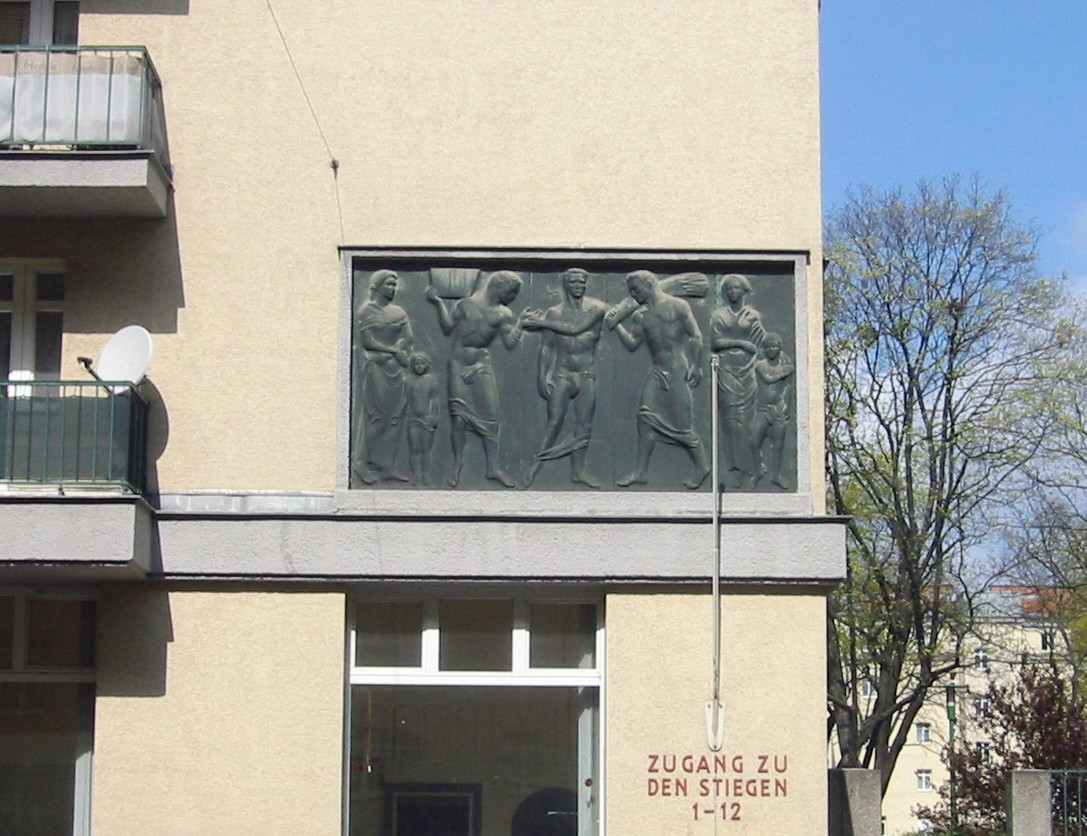
Relief von Angela Stadtherr

Der Strindberghof ist ein Gemeindebau in der Strindberggasse 2 im 11. Wiener Gemeindebezirk Simmering.

## Geschichte
Im Roten Wien der Zwischenkriegszeit entstanden zahlreiche kommunale Wohnbauten, vor allem in den von vielen Arbeitern bewohnten Außenbezirken Favoriten und Simmering. Der Strindberghof wurde von 1930 bis 1933 nach Entwürfen der Otto-Wagner-Schüler Emil Hoppe und Otto Schönthal auf dem Areal der ehemaligen Messing-, Zink- und Kupferwerke Chaudoir & Comp. errichtet. Zum damaligen Zeitpunkt umfasste er 599 Wohnungen. An infrastrukturellen Einrichtungen entstanden unter anderem einige Geschäftslokale und eine Zweigstelle der Freien Schule – Kinderfreunde, die noch heute von den Wiener Kinderfreunden genutzt wird.
Unmittelbar vor dem Anschluss Österreichs versammelten sich am 11. März 1938 im Strindberghof links orientierte Personen sowie Aktivisten der Vaterländischen Front, darunter der spätere Nationalratsabgeordnete Alfred Ströer. Während der NS-Diktatur hatte die NSDAP ein Parteilokal im Strindberghof.
In den späten 1980er Jahren wurden nachträglich Aufzugsanlagen eingebaut, wofür an jedes Stiegenhaus innenhofseitig ein Aufzugsschacht angebaut werden musste. Von 1996 bis 1998 wurde die Wohnhausanlage saniert, wobei unter anderem die Fenster und Türen erneuert wurden und ein Anschluss an die Fernwärme erfolgte. Durch einen Dachgeschoßausbau sind 16 neue Wohnungen entstanden.
Der Strindberghof ist der größte in der Zwischenkriegszeit entstandene Gemeindebau Simmerings. Benannt ist er nach dem schwedischen Schriftsteller August Strindberg.

## Architektur und Gestaltung
Die 552 Wohnungen auf 32 Stiegen umfassende und denkmalgeschützte (Listeneintrag) Wohnanlage wird durch die Strindberggasse, Rinnböckstraße, Zippererstraße und Delsenbachgasse begrenzt. Außerdem gehört der an der Strindberggasse gelegene Teil des südöstlich benachbarten Häuserblocks ebenfalls zu der Wohnanlage. Am westlichen Eck des Wohnblocks befindet sich die U-Bahn-Station Zippererstraße.
Der Strindberghof beherbergt Lokale des Pensionistenklubs der Stadt Wien und der Arbeiterkammer Wien. Zu beiden Seiten des breiten, nach oben offenen Eingangsbereichs in der Strindberggasse 2 befinden sich kleine Geschäftslokale sowie die 1933 von Angela Stadtherr gestalteten Kupferblechreliefs Symphonie der Arbeit bzw. Lebensallegorien, die Arbeiter und Bauern mit ihren Familien darstellen. Neben dem Eingangstor in der Strindberggasse 1 ist eine Gedenktafel angebracht, die an jene sechs jüdischen Mieter erinnert, die 1938 von den Nationalsozialisten aus dem Haus vertrieben wurden.
In dem großen, parkähnlichen Innenhof der blockartigen Wohnanlage befindet sich unter anderem ein Kinderspielplatz. Ein über die Rinnböckstraße erreichbarer Kindergarten der Wiener Kinderfreunde hat einen 1997 errichteten ebenerdigen Anbau und einen eigenen Spielplatz im Innenhof. Neben dem Kindergarten-Eingang befindet sich eine 1947 von der KPÖ Simmering angebrachte Gedenktafel, die an Otto Koblicek erinnert, der Mitarbeiter des Simmeringer Gaswerkes war und am 5. April 1945 dessen Zerstörung durch eine SS-Einheit verhindern wollte. Koblicek wurde im damaligen NSDAP-Lokal im Strindberghof verprügelt und in den Bauch geschossen, kurz darauf wurde er in einem nahe gelegenen Gebäude mit einem Genickschuss getötet.